# 透明骨格標本

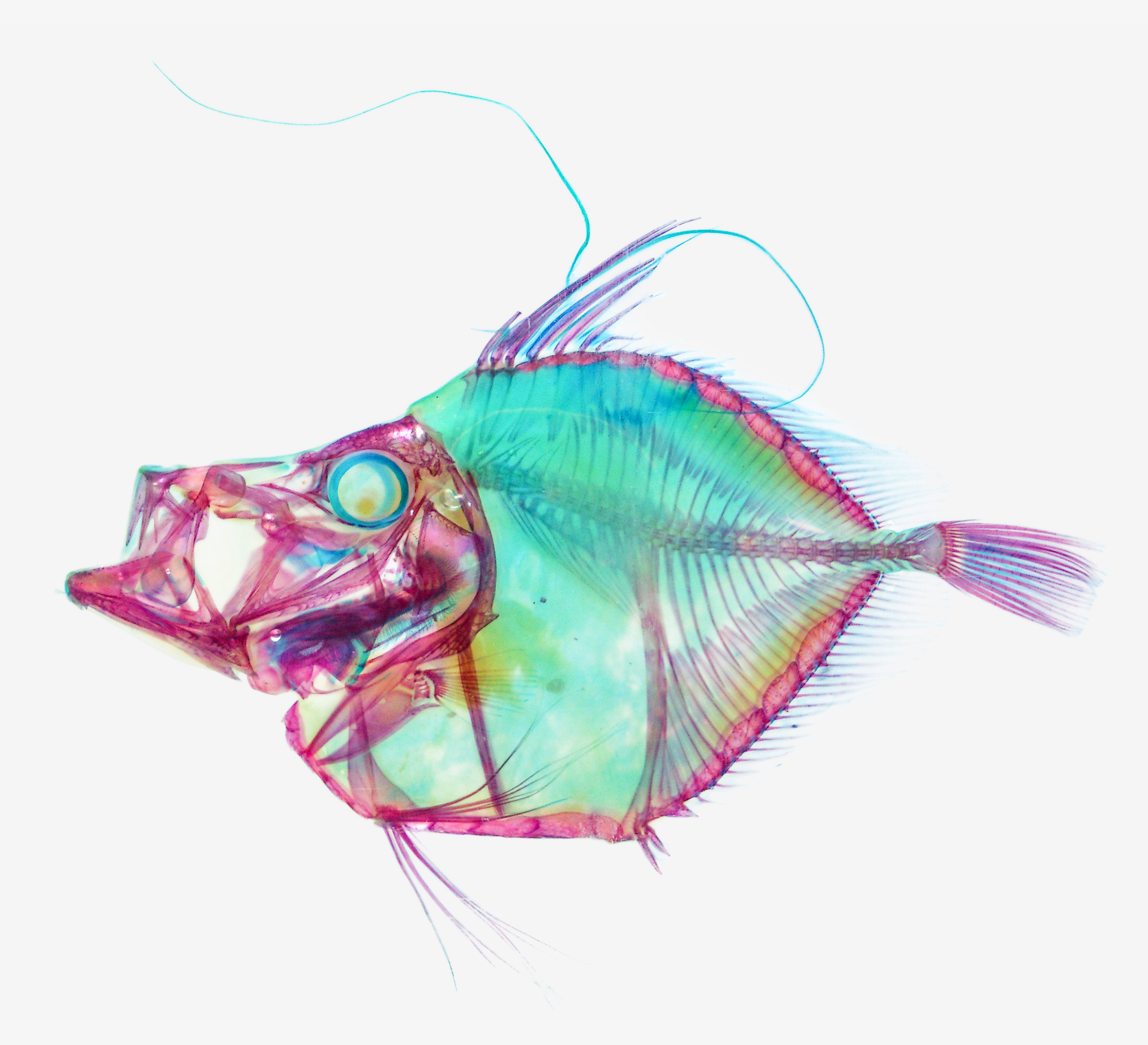
カガミダイの透明骨格標本

透明骨格標本（とうめいこっかくひょうほん）は、生物の骨格を観察するため様々な染色法を用いて作成される標本。
一般にアルシアンブルーとアリザリンレッドが用いられる。
解剖による乾燥状態での骨格標本作製が難しい小型の動物や胚に対して有効な観察手段である。
主に分類学や比較解剖学、発生学などの研究分野で広く用いられてきた。

## 概要
脊椎動物の分類学的研究や比較解剖学的研究などにおいて、骨格の形態比較は欠かせない検討要素のひとつである。骨格を観察するためには、古くから物理的に骨格以外の軟組織を除去して作製した骨格標本が用いられてきた。しかし、小型の魚類や発生途上の胚では骨格標本の作製は困難である。骨格間の立体的配置、骨化の進んでいない軟骨組織、微細な骨格要素を損なうことが避けられないからである。微細な骨格の観察には軟X線による写真撮影も使用されるが、立体構造の観察に難がある上に軟骨の観察も困難である。
透明骨格標本は、一般に硬骨をアリザリンレッドで染色、軟骨をアルシアンブルーで染色、または二重染色をほどこしたのち軟組織を透明化したものである。透明な肉質の中に鮮やかに染色された骨格が、生時の立体配置で観察でき、前述の難点を克服することができる。
なお、組織の透明化は骨格標本に限らず、免疫染色など様々な手法の標本や蛍光を用いた観察などで普通に用いられる。

## 手法

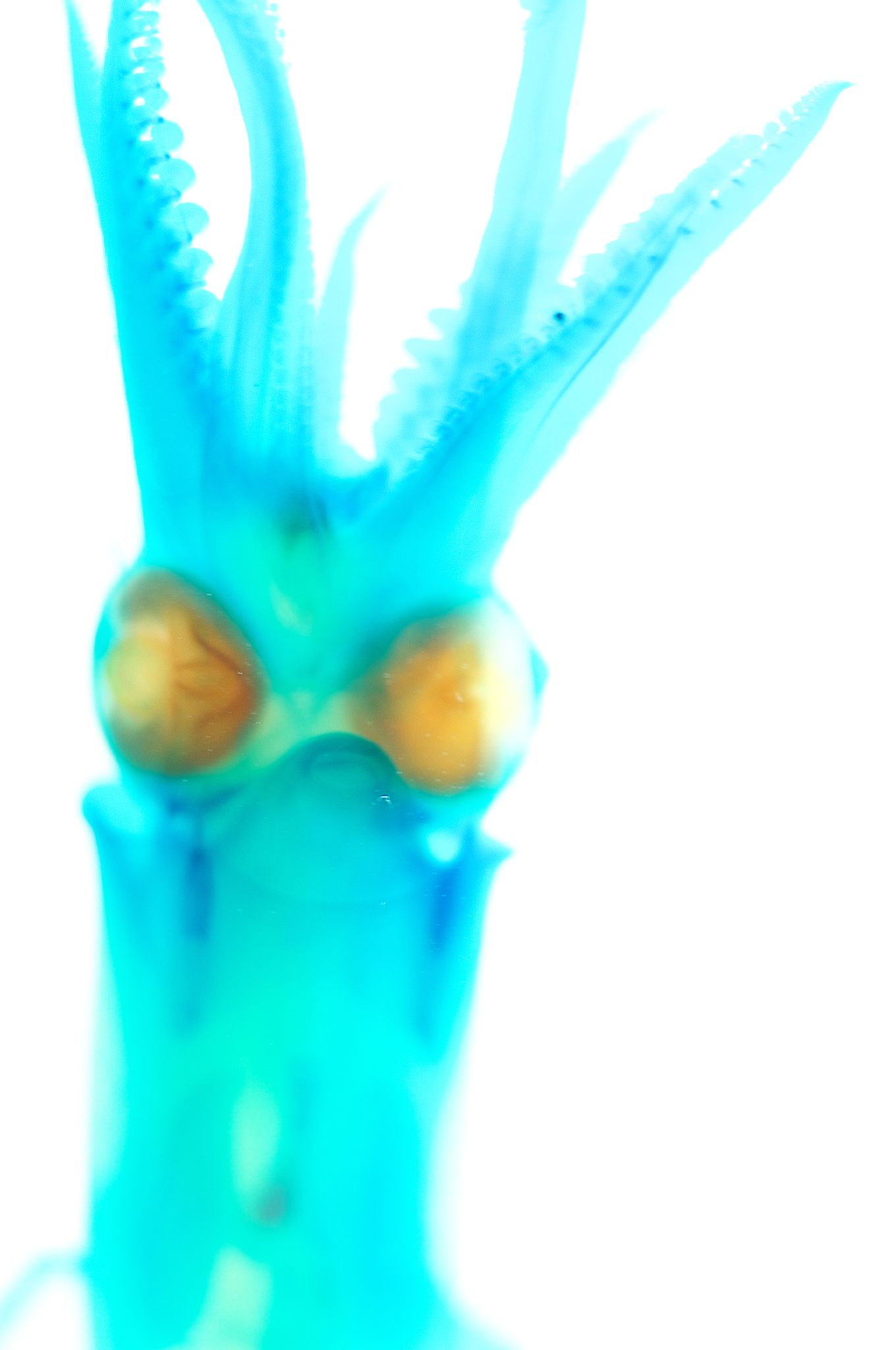
ジンドウイカのアルシアンブルー染色標本。特定の構造が染まらず、全体が青く染まっている。

透明骨格標本を作製するにはいくつかの手法・試薬があるが、代表的なものを下記に示す。

### 固定・染色
まず標本のタンパク質をホルマリンのようなアルデヒド性の固定液を用いて固定し、タンパク質分子内外にしっかりと分子間の架橋を形成させる。
次に、アルシアンブルーで軟骨を染色する。アルシアンブルーは、酸性多糖類の硫酸基と結合する性質を持った青い色素で、軟骨に多く含まれるムコ多糖類の一種、コンドロイチン硫酸などと結合する。このため軟骨部分が特に著しく青く染まることになる。ただし、ムコ多糖類は必ずしも軟骨にのみ局在しているわけではないため、試料によっては一見非特異的な染色になることがある。例えば、酸性を呈する軟骨染色液による染色に時間をかけすぎるなどの理由で硬骨の脱灰によるリン酸カルシウムの喪失が著しく進行してしまうと、後述の硬骨染色が不全に終わり、硬骨の細胞外マトリクスのムコ多糖類に対するアルシアンブルー染色が卓越して全骨格があたかも軟骨であるかのような仕上がりとなってしまう。
次に、アリザリンレッドSで硬骨を染色する。アリザリンレッドSは紫色の色素であるが、金属イオンと結合して赤く発色する。硬骨には燐酸カルシウム（燐灰石）の結晶が沈着しているため、この結晶内のカルシウムイオンとアリザリンレッドSが結合し、硬骨が赤く染色されるわけである。アルシアンブルー同様、アリザリンレッドはあくまで金属イオンと結合するため、カルシウム沈着した魚鱗（そもそも皮骨性の骨格系の構成要素ではあるが）なども強く赤色で染色される。

### 透明化
染色が終わった標本は水酸化ナトリウムや水酸化カリウムのような強アルカリの水溶液やプロテアーゼの水溶液の中で、タンパク質のペプチド結合を加水分解してやる。タンパク質分子の間は、既に側鎖のアミノ基の部分でホルマリンのホルムアルデヒドによって架橋されているため、この分子間架橋のネットワークが残存し、組織は外形を残しつつ適度にすかすかになる。最後にこの標本の中の水分をグリセリンで置換してやると、軟組織はほぼ完全に透明化し、赤く染まった硬骨と青く染まった軟骨が外部から容易に観察できるようになる。
この方法では体内に脂肪組織の発達した比較的大型の動物を透明化することは困難であるが、キシレンによる脱脂で透明化を実現できる。
なお、ヤツメウナギなどいくつかの動物では特にアルシアンブルーによる軟骨染色がうまくいかないことが多い。